# ニューヨーク・ヤンキース (NFL)
ニューヨーク・ヤンキースは、1926年から1929年の短期間だけ存在したアメリカン・フットボールチームである。チームは1926年設立のAFL（通称「AFLⅠ」）に所属し、1927年と1928年の2シーズンはNFLに所属した。

## 歴史
チームの誕生は、ベアーズのスター選手レッド・グレンジの契約問題に端を発する。グレンジの代理人であったC.C.パイルは、グレンジの保有権が自分にあることを主張し、ベアーズに多額の契約金とベアーズの保有権の3分の1をベアーズのオーナーに要求したが、拒否をされた。次にパイルは、グレンジの保有権が自分にあることをオーナー会議でオーナー達に示した上で、ニューヨークを本拠地とした新球団の保有権を認めるように主張し、それが認められない場合は自分で新リーグを設立すると主張した。ニューヨークにおけるフランチャイズはニューヨーク・ジャイアンツに対して排他的に認められていたことから、リーグはパイルの要求を拒否した。リーグはパイルの要求を拒否したものの、当時、グレンジの人気が非常に高く、グレンジが敵対リーグに所属することがNFLに財政的な打撃を与えることはリーグの共通認識であった。そこで、リーグはニューヨーク中心部ではなく、ニューヨーク郊外のブルックリンに本拠地を認める妥協案をパイルに提示したが、パイルはすでにヤンキー・スタジアムと賃貸契約を済ませていたので、パイルは妥協案を拒否し、AFLⅠの設立とともにチームも設立された。
新リーグでは、グレンジ出場の試合はNFLの倍の観客を動員したが、グレンジが出場していない試合は観客動員が思わしくなく、1シーズンでリーグは解散した。フランチャイズ権の競合から1926年のオーナー会議でパイルの要求を拒否していたジャイアンツのオーナーは、グレンジの人気がリーグに必要であることから、ヤンキースのNFL参入へと動き、この年に解散したブルックリン・ライオンズの債務を肩代わりすることにより、ライオンズのNFLフランチャイズ権を取得し、このフランチャイズ権をヤンキースに貸与する形でヤンキースをNFLへ参入させた。貸与契約は3年契約でヤンキースがヤンキー・スタジアムを使用する試合数を制限することで合意した。チームは1929年シーズン終了までのリーグ参入権を得たものの、NFL復帰初年にグレンジが足に重傷を負ったため、チームの存続が難しくなり、1929年シーズン開幕前に解散した。

## シーズン成績
| 年   | 勝 | 敗 | 分 | 順位 | リーグ |
| ---- | -- | -- | -- | ---- | ------ |
| 1926 | 10 | 5  | 0  | 2位  | AFLⅠ   |
| 1927 | 7  | 8  | 1  | 6位  | NFL    |
| 1928 | 4  | 8  | 1  | 7位  | NFL    |